# Fatima
Fatima (portugalsky Fátima) je městečko v Portugalsku, jedno z nejznámějších katolických poutních míst na světě.

## Popis
Fatima má asi 13 000 obyvatel. Leží v okrese Santarém ve středním Portugalsku,187 km jižně od města Porto a 123 km severně od Lisabonu. Fatima přitahuje věřící z celého světa. Stala se známým poutním místem po tom, co se tu v roce 1917 třem malým dětem-pastýřům údajně zjevila Panna Maria. K prvnímu zjevení došlo během první světové války 13. května 1917, když sourozenci Francisco a Jacinta Marto spolu s Lúcií Santos pásli dobytek v Cova da Iria, kde jejich rodiče vlastnili pastviny. Cova da Iria vytváří přirozený amfiteátr s průměrem přibližně 500 m.

## Poutní místo

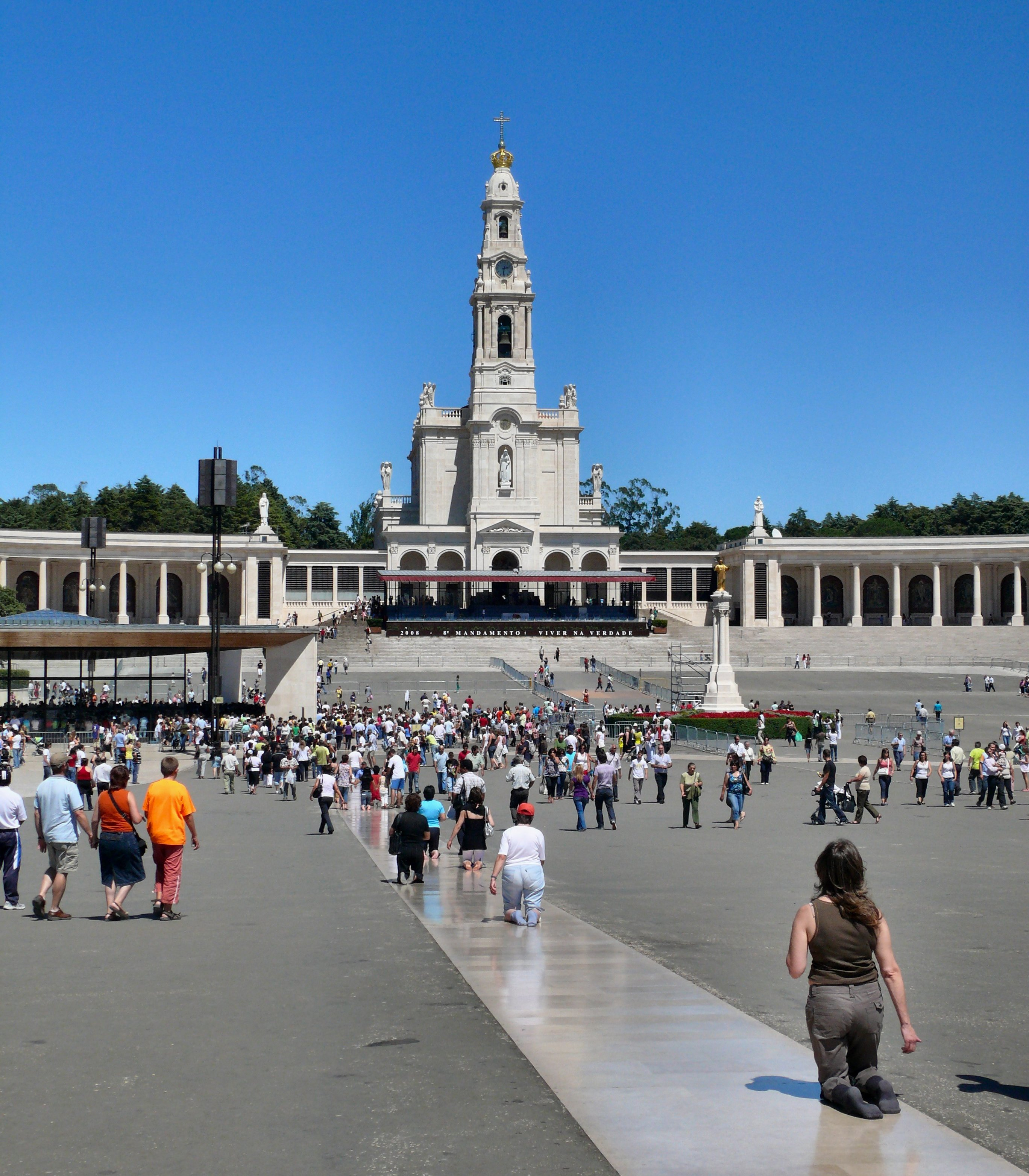
Bazilika Panny Marie Růžencové

Podle svědectví dětí stála Panna Maria nad dubem zalitá sluneční září. Předpověděla konec války a pomoc všem, kteří se k ní obrátí v modlitbách. Zjevení pokračovala až do října, vždy třináctého dne v měsíci, ve stejnou hodinu.
Při posledním zjevení 13. října 1917 se do doliny Iria vypravilo 70 tisíc lidí, včetně novinářů a fotografů, na základě tvrzení dětí, že toho dne se stane zázrak, aby všichni uvěřili. Hustě pršelo, ale nespočetné množství pozorovatelů zaznamenalo, že v poledne se mraky roztrhaly a odhalily slunce v podobě matného disku, rotujícího po obloze a zářícího nad celým okolím různými barvami světla. Poté se slunce oddělilo od oblohy a vrhlo se po klikaté dráze k zemi. Nakonec se vrátilo na své místo a lidé, kteří byli předtím promočení, byli zcela suší. Tato událost je známá jako „sluneční zázrak".
Katolická církev uznala pravost zjevení ve Fatimě v roce 1930. Jedním z velkých ctitelů Panny Marie Fatimské byl také papež Jan Pavel II.
Fatimu navštěvuje denně množství poutníků. Shromažďují se v Cova da Iria, na velkém prostranství, kde je na místě zjevení vybudována malá kaple. V okolí prostranství nabízí množství obchodníků náboženské předměty. Ve vzdálenější části prostranství je vybudovaná gigantická bazilika Panny Marie Růžencové v neoklasicistním stylu s centrální věží vysokou 65 metrů, která se začala stavět v roce 1928. V bazilice jsou hrobky Francisca a Jacinty, dvou ze tří dětí, kterým se Maria zjevila. Oba zemřeli krátce po zjeveních, Francisco v roce 1919 a Jacinta v roce 1920. V roce 2000 byli prohlášeni za blahoslavené papežem Janem Pavlem II. a 13. května 2017 byli prohlášeni za svaté papežem Františkem. Třetí z nich, Lúcia dos Santos, řeholnice, zemřela v roce 2005 a je zde též pochována. V roce 2023 ji papež František prohlásil za Ctihodnou, jedná se o jeden z kroků vedoucí ke svatořečení.